# Siti di interesse comunitario del Molise
Sono presenti nella regione Molise alcune aree indicate come siti di interesse comunitario, di rilevante interesse ambientale in ambito CEE, riferiti alla regione biogeografica mediterranea. Le località, definite con l'acronimo SIC, sono state proposte sulla base del Decreto 25/3/2005, pubblicato sulla Gazzetta Ufficiale della Repubblica Italiana n. 157 dell'8 luglio 2005 e predisposto dal Ministero dell'Ambiente e della Tutela del Territorio e del Mare ai sensi della direttiva CEE.

## Elenco[2][3]
- Pineta di Isernia
- Torrente Verrino
- Gola di Chiauci
- Gruppo della Meta - Catena delle Mainarde
- Bosco Monte di Mezzo-Monte Miglio-Pennataro-Monte Capraro-Monte Cavallerizzo
- Pesche - Monte Totila
- Pantano Zittola - Feudo Valcocchiara
- Fiume Volturno dalle sorgenti al Fiume Cavaliere
- Bosco La Difesa - C. Lucina - La Romana
- Pantano Torrente Molina
- Torrente Tirino (Forra) - Monte Ferrante
- Bosco di Collemeluccio - Selvapiana - Castiglione - La Cocozza
- Montagnola Molisana
- Fiume Trigno località Cannavine
- Morgia di Bagnoli
- Valle Porcina - Torrente Vandra - Cesarata
- Monte S. Paolo - Monte La Falconara
- Forra di Rio Chiaro
- Monte Corno - Monte Sammucro
- Monte Cesima
- Cesa Martino
- Il Serrone
- Rio S. Bartolomeo
- Sorgente sulfurea di Triverno
- Pantano del Carpino -Torrente Carpino
- Colle Geppino - Bosco Popolo
- Isola della Fonte della Luna
- Abeti Soprani - Monte Campo - Monte Castelbarone - Sorgenti del Verde
- Bosco Vallazzuna
- Bosco la Difesa
- Bosco Mazzocca - Castelvetere
- Bosco di Cercemaggiore - Castelpagano
- Torrente Tappino - Colle Ricchetta
- Pesco della Carta
- Toppo Fornelli
- Calanchi Succida - Tappino
- Monte Saraceno
- S. Maria delle Grazie
- Località Boschetto
- Rocca di Monteverde
- Laghetti di S. Martino in Pensilis
- Laghetti sul Torrente Cigno
- Laghetti di Rotello - Ururi
- Vallone S. Maria
- Rocca Monforte
- Fiume Trigno (confluenza Verrino - Castellelce)
- Lago Calcarelle
- Cerreta di Acquaviva
- Monte Mauro - Selva di Montefalcone
- Colle Gessaro
- Calanchi di Montenero
- Calanchi Pisciarello - Machia Manes
- Calanchi Lamaturo
- Foce Biferno - Litorale di Campomarino
- Foce Saccione - Bonifica Ramitelli
- M. di Trivento - B. Difesa C.S. Pietro - B. Fiorano - B. Ferrara
- Fiume Biferno (confluenza Cigno - alla foce esclusa)
- Torrente Rivo
- La Civita di Duronia
- Morgia di Pietracupa - Morgia di Pietravalle
- Calanchi Vallacchione di Lucito
- Boschi di Pesco del Corvo
- Valle Biferno da confluenza Torrente Quirino al Lago Guardalfiera - Torrente Rio
- Lago di Occhito
- Lago di Guardialfiera - M. Peloso
- Bosco Casale - Cerro del Ruccolo
- Bosco Difesa (Ripabottoni)
- Bosco Cerreto
- Bosco Ficarola
- Torrente Cigno
- Calanchi di Civitacampomarano
- Monte Peloso
- Bosco S. Martino e S. Nazzario
- Calanchi di Castropignano e Limosano
- Morgia dell'Eremita
- Morge Ternosa e S. Michele
- Colle Crocella
- Boschi di Castellino e Morrone
- Torrente Tona
- Boschi tra Torrente Saccione e Torrente Tona
- Località Fantina - Fiume Fortore
- La Gallinola - Monte Miletto - Monti del Matese
- Monte Vairano
- Sella di Vinchiaturo
- Foce Trigno - Marina di Petacciato
- Macchia Nera - Colle Serracina
- Bosco Tanassi
- Valle Biferno dalla diga a Guglionesi
- Oasi Le Mortine (SIC e ZPS)